# Lindström
 Lindström Group (произносится Ли́ндстрем груп) — финская компания, предоставляющая услуги аренды и обслуживания спецодежды и вестибюльных ковров в Европе и Азии. Штаб-квартира компании расположена в Хельсинки. Lindström работает в 23 странах и насчитывает более 4000 сотрудников.

## История
Lindström был основан Карлом Августом Линдстремом в 1848 году. Первоначально компания работала как красильный цех и называлась C.A Lindström & Son. В 1891 году Карл Август Линдстрем передал компанию своему сыну В. Е. Линдстрему. В 1918 году компания Lindström была преобразована в акционерное общество, а название было изменено на AB W.E. Lindström Oy.
В 1920-е годы семья Линдстрем продала свои акции семье Ройха, которая сегодня владеет и контролирует компанию. В 1930-х компания сосредоточилась на производстве текстиля и услуги прачечной. В 1950-х годах спрос на услуги промышленной стирки упал, что заставило Lindström предложить услуги прачечной для потребителей. Компания также начала инвестировать и фокусироваться на бизнесе по прокату текстиля.
В 1960-х годах Lindström начала активно продавать свои услуги по прокату текстильных изделий компаниям, поскольку это было источником потенциальной будущей прибыли.
В 1974 году Lindström приобрел у Tampella Oy, своего крупнейшего конкурента в текстильной промышленности, лидера рынка Lainatekstiili Oy.
В начале 1970-х годов спрос на потребительские услуги прачечной резко упал по мере роста популярности стиральных машин для дома. В середине 1970-х годов Lindström начал предлагать больше услуг по уборке. В связи с этим в 1975 году компания купила Laite-Siivous Oy.
В 1971 году Lindström начал предоставлять сервис по аренде вестибюльных ковров и промышленных салфеток. В 1976 году компания закрыла своё подразделение по производству красителей для текстиля, потому что бизнес стал убыточным.
Благодаря приобретению Lindström Oy превратился в холдинговую компанию. После середины 1970-х годов Lindström Group решила сосредоточиться на развитии бренда Lindström, поэтому компания начала маркетинговое продвижение многих предприятий, которыми она совместно владела, под именем Lindström.
В 1980-х компания участвовала в нескольких слияниях и поглощениях. В большинстве случаев Lindström была покупателем, хотя она также продала некоторые компании, которые купила ранее, но которые с тех пор оказались убыточными.
В 1990-х годах Lindström отказался от услуг по уборке и утилизации отходов, а также своих прачечных и сосредоточила всё своё внимание на услугах аренды текстиля. В том же десятилетии компания начала проводить агрессивную международную стратегию расширения.
Интернационализация Lindström началась в Эстонии в 1992 году. После этого она начала свою деятельность в нескольких европейских странах.
В 2006 году Lindström начал свою деятельность в Азии в Сучжоу, Китай, а в 2007 году компания открыла филиал в Индии.
В 2017 году выручка компании составила 358 миллионов евро. У неё было более 100 000 клиентов по всему миру.

## Международная деятельность
Lindström работает в 23 странах в Европе и Азии, включая Белоруссию, Болгарию, Китай, Хорватию, Чехию, Эстонию, Финляндию, Германию, Венгрию, Индию, Казахстан, Латвию, Литву, Польшу, Румынию, Сербию, Словакию, Словению, Южную Корею, Швецию, Турцию, Украину и Великобританию.

## Lindström в России
Деятельность компании в России берет своё начало с 1993 года. На сегодняшний день Lindström предлагает своим клиентам в России сервис по аренде рабочей одежды, вестибюльных ковров, гостиничный и ресторанный текстиль, а также сервис Cleanroom.